# غلامرضا نقوی
سید غلام رضا نقوی یکی از بنیانگذاران یک جنبش پارتیزانی شیعهٔ و پاکستانی، به نام سپاه محمد پاکستان (SMP) است که در اوایل دهه ۱۹۹۰ (در برخی منابع ۱۹۹۴)، برای مقابله و پاسخ به حملات مسلمانان سنی دیوبندی تشکیل شد.
نقوی در یکی از حوزه‌های علمیه شیعه در نجف تحصیل کرد. وی در اسفند ۱۳۹۴ هنگام زیارت حرم علی‌بن‌موسی رضا در مشهد درگذشت.